# مونيكا فورلونغ
مونيكا فورلونغ (بالإنجليزية: Monica Furlong)‏ (17 يناير 1930 في المملكة المتحدة - 14 يناير 2003 في المملكة المتحدة)؛ كاتِبة مُتخصِّصة في أدب الأطفال، صحفية وروائية بريطانية.